# AlterGeo
AlterGeo (до 2010 года — Wi2Geo) — многофункциональный кроссплатформенный геосоциальный сервис, который позволяет пользователям, в зависимости от их текущего местоположения, находить поблизости и выбирать места для отдыха, делиться с друзьями рекомендациями[какими?] и фотографиями, выигрывать виртуальные и реальные награды, а также получать скидки и бонусы в городских заведениях.
В основном, AlterGeo предназначен для использования с мобильных устройств и доступен через бесплатные приложения для iPhone, Android, Windows Phone и bada, а также на веб-сайте и его мобильной версии.
По состоянию на лето 2013 года количество пользователей AlterGeo составляло более 1,2 млн человек, преимущественно из России и с Украины. Его называют[кто?] крупнейшим геосоциальным сервисом Рунета.

## История развития

### 2008
Сервис был запущен в 2008 году, когда появились веб-сайт и бесплатное мобильное приложение для Windows Mobile: пользователи могли смотреть, где находятся их друзья, и делиться с ними сведениями о собственном местоположении. На новинку обратили внимание СМИ, в том числе на центральных телеканалах.

### 2009
В 2009 году вышли версии для мобильных устройств на iOS (для iPhone), Symbian и Java. В сервисе появились база мест, возможность искать их вокруг, отмечаться в посещённых точках (указывать своё местоположение), общаться и знакомиться через чат. Пользователи, которые чаще других отмечались в том или ином месте, стали получать в нём звание «Мэр» (позднее — «Легенда»).

### 2010
В 2010 году сервис сменил название с Wi2Geo на AlterGeo. Были выпущены бесплатные мобильные приложения для Android и bada, открылся мобильный сайт — облегчённая версия основного сайта, которой могли пользоваться владельцы мобильных телефонов. Тогда же вышла обновлённая версия AlterGeo для iPhone — первое в России и СНГ приложение дополненной реальности для iPhone. В сервисе появились медали, а также первые специальные предложения: скидки и бонусы для самых частых посетителей заведений.

### 2011—2012
В 2011 году началась масштабная реализация темы дисконтов: AlterGeo стал массово договариваться с заведениями о введении скидок и других офлайн-бонусов для своих пользователей, а также транслировать специальные предложения купонного сайта Biglion. Кроме того, в сервисе появились рейтинги пользователей и «Задания» (позднее — «Мини-игры»), которые расширили игровую составляющую AlterGeo. Обновлённую функциональность получили приложения для iPhone и Android, а в 2012 году — для bada.
В начале 2012 года вышло бесплатное приложение AlterGeo для Windows Phone 7, которое в сентябре было значительно обновлено и приобрело функциональность дополненной реальности.

## Текущая функциональность
AlterGeo помогает пользователям ориентироваться в современном большом городе. В основе сервиса — определение их местоположения с применением разработанной его создателями одноимённой технологии позиционирования и навигации. На основе этих данных пользователи получают возможность отмечаться в посещаемых местах (указывать, где конкретно они находятся в определённый момент), получать за это баллы, звания и медали, общаться с друзьями и знакомиться, участвовать в конкурсах, приобретать скидки и так далее. В целом, возможности AlterGeo для пользователей включает в себя четыре базовых составляющих: справочник мест, каталог скидок, социальная сеть и игровая площадка.

### Справочник мест
Ядро AlterGeo является категоризованной базой мест[стиль]: кафе, баров, ресторанов, салонов красоты и связи, автомоек, платёжных терминалов и прочих. Информация о каждом содержит названия, адреса, контакты и широкий набор других сведений, в том числе наличие Wi-Fi и парковки, оценки и отзывы посетителей, фотографии, действующие специальные предложения и так далее. Благодаря этому и при помощи внутренней поисковой системы, где бы пользователь ни находился, он может в узнать, какие именно места находятся в непосредственной близости от него, чтобы сделать выбор и найти, например, неизвестные ему ренее заведения.
AlterGeo позволяет просматривать окружающие места карте и строить маршруты до них — с помощью встроенных картографических подложек «Яндекс» и Google.
Пользователи сами вносят непосредственный вклад в развитие базы AlterGeo: они могут добавлять новые места, в отдельных случаях редактировать информацию о них, а также оставлять собственные оценки, рекомендации и фотоснимки, тем самым помогая другим сделать выбор.
В базе мест AlterGeo — более 200 тысяч мест, главным образом в России и СНГ. Она используется и в другом пользовательском продукте компании AlterGeo — рекомендательном сервисе Gvidi.

### Каталог скидок: универсальная дисконтная карта
С помощью AlterGeo можно находить ещё и заведения, где действуют специальные предложения. Более полутора тысяч предприятий (преимущественно кафе, баров и ресторанов) предоставляют скидки и бонусы пользователям AlterGeo. Получить нужные купоны можно прямо в сервисе, причём платить за это не обязательно: в зависимости от акции их можно «купить» за виртуальные Альтерденьги и заработать выполнением несложных заданий.

### Социальная сеть
Компания AlterGeo называет продукт географической социальной сетью. Сервис позволяет пользователям поддерживать постоянную связь с друзьями, общаясь и обмениваясь рекомендациями с ними, а также знакомиться с окружающими людьми.
Когда пользователь отмечается в том или ином месте, оставляет отзыв о нём или фотографию, он рассказывает людям вокруг и своим друзьям, где он побывал и что думает. С помощью встроенной функции кросс-постинга круг обмена такой информацией выходит за рамки AlterGeo, поскольку позволяет пользователям легко транслировать её на свои страницы в популярных социальных сетях, таких как «ВКонтакте», Facebook, LiveJournal и Twitter.
Кроме того, пользователи могут оставлять комментарии к событиям своих друзей и окружающих — в одной из соответствующих лент. Человек, чьё событие прокомментировали, и другие пользователи могут просматривать такие сообщения и отвечать на них. Таким образом, комментарии становятся своего рода мини-чатами, каждый из которых, как правило, привязан к конкретным местам.

### Игровая площадка
В AlterGeo значительно развита соревновательная составляющая. Сервис предлагает пользователям большой набор виртуальных и реальных наград, а также множество мини-игр и геоконкурсов (конкурсов на местности, связанных в то же время с онлайн-активностью в самом AlterGeo).

#### Награды
- За определённые виды активности пользователям дарятся специальные «медали». Например, в награду за активное добавление новых мест в AlterGeo пользователь получает медаль «Архитектор», за частое посещение кафе и ресторанов — «Гурман», магазинов — «Шопомания», клубов — «Body Movin’», музеев — «Интеллигент» и так далее. Известно, что в сервисе доступно около 30 медалей, однако ни точное количество, ни подробные условия их приобретения разработчиками не раскрываются.
- За регулярные отметки в каждом отдельно взятом месте пользователи могут получать звания. Всего доступно три звания. В зависимости от того, насколько часто тот или иной человек ходит в определённое место, он может стать его «Частым гостем», «Завсегдатаем» или «Легендой».

«Легенда» — наивысшее звание. Это — самый активный посетитель места. «Легенды» обладают особыми привилегиями. В частности, они могут пользоваться расширенным кругом специальных предложений. Например, «Легенды» «Кофе Хаузов» могут рассчитывать на бесплатную чашку кофе или получить два заказа по цене одного, а «Легендам» украинских пабов «Портер Паб» полагается 10 % скидка на всё меню каждый день.
- Кроме того, время от времени среди «Легенд» проводятся конкурсы с особо ценными призами. Так, весной 2012 года завершилась акция «Путёвка Легенде», по итогам которой пользователь, завоевавший больше всего званий «Легенда», получил тур на Канарские острова в подарок.
- За каждое действие в AlterGeo начисляются баллы, количество которых определяет рейтинг пользователей. В специальном разделе «Статистика» доступно сравнение собственного рейтинга с достижениями друзей, в том числе из расчёта за неделю, месяц и так далее. С помощью только одной отметки можно получить до 42 баллов.

#### Мини-игры
В AlterGeo около 700 мини-игр: вопросов и заданий, выдающихся поочерёдно, и обычно связанных по содержанию с посещаемыми соответствующими пользователями местами. Всего их 5 видов: Ознакомительные, Простые вопросы, Тесты (задания на эрудицию с несколькими вариантами ответа), Открытые вопросы (полезные советы), Фотозадания.

#### Геоконкурсы
Геоконкурсы — это соревнования на местности, как правило, проводимые AlterGeo совместно с компанией-партнёром. Пользователям предлагается выполнять игровые задания в борьбе за приз, например, посещать определённые места в течение установленного срока и загружать фотографии с каждой отметкой. Например, за 9 отметок в кинотеатрах сети «КАРО Фильм» вручались бесплатные приглашения в кино, за победу в городском марафоне Pub Crawl — тур на пивоварню в Бельгию, а пользователь, ставший «Легендой» наибольшего числа мест в AlterGeo, получил путёвку на Гран Канарию.

## Партнёрства
Как геосоциальный сервис AlterGeo является одним из инструментов продвижения предприятий. Он устанавливает и ведёт партнёрства по двум основным направлениям: некоммерческое продвижение с участием в дисконтных программах и платные рекламные кампании.

### Некоммерческое продвижение
Возможности AlterGeo как геосоциального сервиса привлекательны, прежде всего, компаниям, для которых большую роль играет местоположение точек продаж и их офлайн-посещаемость: кафе, бары, рестораны, салоны красоты и связи, автомойки и другие. В рамках некоммерческого (безвозмездного) продвижения предприятие-партнёр устанавливает скидку для пользователей AlterGeo или предлагает им какой-либо бонус (например, бесплатное угощение за N-ное посещение), при этом получая взамен возможность самостоятельно оперативно управлять своими специальными предложениями, их содержание и временем действия, набор инструментов коммуникации с целевой аудиторией и статистического анализа.
Поскольку пользователи AlterGeo постоянно ищут вокруг себя новые места для отдыха (в том числе заведения), скидки и бонусы призваны помочь компаниям впервые привлечь их внимание пользователей к определённым местам и стимулировать регулярные посещения, а передающийся партнёрам инструментарий даёт возможность содержать информацию о себе в актуальном виде и поддерживать активный контакт с потенциальными и существующими клиентами.
Среди партнёров AlterGeo по некоммерческому направлению — более 1,5 тысяч предприятий, включая «Кофе Хауз», Starbucks, Subway, Concept Club и многие другие.

### Коммерческое продвижение
Коммерческое сотрудничество предполагает проведение полноценных рекламных кампаний в одном из двух основных форматов: брендирование элементов сервиса и проведение геоконкурсов — игр на местности. Как правило, этим преимущественно пользуются более крупные предприятия, в том числе разветвлённые сети ресторанов и кинотеатров, банки, мобильные операторы и другие.
К примеру, бренд партнёра может быть интегрирован в мини-игры, награды, уведомления, экраны пост-отметок и даже каталог и карту мест. В этом случае он становится органичной частью сервиса, коммуникаций и игр в его рамках, что способствует эффективному воздействию на пользователей. Партнёрами AlterGeo в брендировании уже становились «МегаФон», «Связной», «Сбербанк» и другие предприятия.
Кроме того, AlterGeo периодически проводит так называемые геоконкурсы: соревнуясь за призы, пользователи выполняют игровые задания, например, посещать определённые места в течение установленного срока и загружать фотографии с каждой отметкой. Геоконкурсы уже проводились в рамках сотрудничества с сетью кинотеатров «КАРО Фильм», «Сбербанком», туристическим оператором TUI и другими предприятиями.

## Геоповеденческий таргетинг
Одна из главных особенностей AlterGeo — возможность точно направлять любую информацию на целевые группы не только по полу, возрасту и времени, что уже довольно традиционно для рынка, но и применять геоповеденческий таргетинг, то есть воздействовать на аудиторию выборочно — в зависимости от того, где в определённый момент находится тот или иной пользователь (например, в каком радиусе от нужной точки на местности) и какие места он обычно посещает в реальной жизни.
С одной стороны, это позволяет пользователям получать только те сведения, которые их могут действительно интересовать в соответствующий момент. С другой стороны, сторонние компании получают возможность вкладывать денежные средства исключительно в целевые показы объявлений.

## Аудитория: портрет пользователя
Основная аудитория геосоциального сервиса AlterGeo — молодые общительные люди, которые активно пользуются Интернетом и социальными сетями, являются лидерами мнений, с уровнем дохода выше среднего (имеют современный мобильный телефон, ноутбук), живут в мегаполисах, любят встречаться с друзьями и посещать новые интересные места. Возраст 57 % пользователей — от 22 до 30 лет, 20 % — от 30 до 45 лет.

## Устройства и платформы
Геосоциальным сервисом AlterGeo можно пользоваться практически с любого устройства, имеющего выход в Интернет. В настоящее время поддерживаются и периодически обновляются бесплатные приложения для iPhone, Android, Windows Phone 7 и bada 2.0, которые обеспечивают удобный доступ ко всему функционалу AlterGeo. Для владельцев устройств на других платформах существует мобильный сайт, а также обычный сайт, с которым можно работать, например, на планшетах и ноутбуках.

## Открытый API
Открытый API AlterGeo позволяет сторонним разработчикам взаимодействовать с платформой AlterGeo, получая, в частности, информацию о пользователях сервиса и местах из его базы.
В мае 2012 года вышел первый большой игровой проект, который использует API AlterGeo: компания AdventureBit выпустила бесплатные мобильные приложения с геоигрой «Легенды улиц» для iPhone и устройств под управлением Android.

## Награды разработчиков
AlterGeo присвоен высший индекс привлекательности «ААА» по версии Russian Startup Rating.
См. также: «AlterGeo (компания)»: «Признание и награды»

## Критика
Недовольство пользователей вызвала «фоновая» установка модуля AlterGeo (или AlterGeo Magic Scanner), при установке приложения Mail.Ru Agent, когда аккаунт и подписка создаются без явного согласия или уведомления пользователя. Также, после удаления приложения Mail.Ru Agent, модуль AlterGeo не удалялся вместе с приложением, а оставался в системе и продолжал собирать сведения в скрытном режиме.